# Charles Chaplin Banks
Charles Chaplin Banks (ur. 17 grudnia 1893 w Londynie, zm. 1971 w Lewes) – angielski as myśliwski okresu I wojny światowej. Odniósł 13 zwycięstw powietrznych.

## Życiorys
Charles Chaplin Banks przed wybuchem wojny był właścicielem i dyrektorem Arnold House Preparatory School w Llanddulas, w Walii. Po wybuchu wojny służył w 5 Batalionie Royal Welsh Fusiliers.
W październiku 1916 roku został skierowany do Royal Flying Corps. Po przejściu szkolenia został skierowany do No. 44 Squadron RAF należącego do Home Defence. Pierwsze zwycięstwo powietrzne (wspólnie z George'em H. Hackwillem odniósł 28 stycznia 1918 roku. Zestrzelili niemiecki bombowiec dalekiego zasięgu Gotha G.V (938/16). Za ten czyn zostali odznaczenia Military Cross.
W lutym 1918 roku Banks został przeniesiony do walczącego na froncie francuskim No. 43 Squadron RAF, gdzie objął dowództwo jednej z eskadr. W jednostce odniósł pozostałe 11 zwycięstw. Ostatnie trzy na nowym samolocie Sopwith Snipe.
Po zakończeniu wojny został odznaczony Distinguished Flying Cross.